# نوري غيليسبي
نوري غيليسبي (بالإنجليزية: Norrie Gillespie)‏ هو لاعب كرة قدم بريطاني في مركز الهجوم، ولد في 20 أبريل 1940 في إدنبرة في المملكة المتحدة. لعب مع نادي فالكيرك.